# Hetaeria whitmeei
Hetaeria whitmeei är en orkidéart som beskrevs av Heinrich Gustav Reichenbach. Hetaeria whitmeei ingår i släktet Hetaeria och familjen orkidéer. Inga underarter finns listade i Catalogue of Life.